# ウリカワ
ウリカワ（Sagittaria pygmaea Miq.）は、オモダカ科オモダカ属の水生植物である。水田雑草として知られる。

## 分布
日本や中国などの東アジアに分布。水田や湿地に生息している。

## 生態
種子のほかに、地下茎の先に塊茎を産生し、そこから発芽する。種子に休眠性はないとされるが、塊茎の休眠性ははっきりしない。ロゼットから葉柄のない葉を伸ばす。葉の長さは最大15cm程度。花はオモダカに似た白い花で、3枚の花弁をもつ。塊茎は低温や乾燥に弱く、代かきなどによって地表に掘り出されると、ほとんどが死滅する。

## 類似種
花は同属のオモダカやアギナシなどに似ているが、葉の形態や葉の長さが異なるため区別は容易である。ただし発生直後の線形葉は、オモダカやアギナシ、コナギなどに似ているため、区別が難しい場合がある。

## 人間との関係
水田に発生すると、難防除性の水田雑草として扱われる。除草剤による駆除や代かきによる塊茎の掘り出しで防除するが、防除を行わない場合、稲の収量が最大30％減少するとされる。